# Ricchi e Poveri (album 1970)
Ricchi e Poveri è il primo album in studio del gruppo musicale italiano omonimo, pubblicato nel 1970.

## Descrizione
In quell'anno il gruppo ha esordito al Festival di Sanremo con il brano La prima cosa bella, scritto da Mogol e da Nicola Di Bari, e classificatosi al 2º posto.
Il quartetto si fa notare subito per il particolare stile vocale, basato sull'intreccio delle quattro voci differenti, rispettivamente di basso, tenore, contralto e soprano. Va a miscelare, così, la musica leggera melodica italiana con armonizzazioni che prendono spunto dai complessi americani di quel periodo.
Oltre a Mogol e Di Bari, tra gli autori dei pezzi del disco figurano il cantautore Franco Califano, loro mentore e produttore che firma sette brani, Luigi Albertelli, Franco Migliacci, Jimmy Fontana, i fratelli Giosy e Mario Capuano, Edoardo Vianello, Wilma Goich, Carla Vistarini, Luigi Lopez, Roberto Conrado, uno dei collaboratori più assidui di Renato Zero, e i componenti maschili della band Franco Gatti e Angelo Sotgiu.
Tra i dodici brani sono presenti due cover italiane di canzoni americane: Al molo, cover della colonna sonora del film M*A*S*H Suicide Is Painless; e L'amore è una cosa meravigliosa, che corrisponde all'originale Love is a many splendored thing, colonna sonora dell'omonimo film del 1955. L'ultima traccia, L'amore è quello che è, è una particolare interpretazione di Love Grows (Where My Rosemary Goes), portata al successo originariamente dai britannici Edison Lighthouse e successivamente incisa in italiano da Nada col titolo Che dolore. Inoltre, è da segnalare una rivisitazione in chiave vocale del classico genovese Ma se ghe penso di Mario Cappello e Attilio Margutti.
Questo album del 1970 non va confuso con lavori successivi (album, raccolte od ibridi) che portano lo stesso nome, ma nella cui grafia compare la & commerciale ("Ricchi & Poveri"), mentre qui, figura la normale "e" dell'alfabeto latino ("Ricchi e Poveri").

## Tracce
Lato A
1. In questa città (Franco Califano, Giosy e Mario Capuano, Edoardo Vianello) - Cantagiro e Festivalbar 1970 - 2:48
2. Ciao duca (Franco Califano, Luigi Lopez) - 2:43
3. Oceano (Franco Califano, Roberto Conrado) - 2:40
4. Un'immagine (Franco Califano, Hawcs, Powers) - 2:56
5. Due gocce d'acqua (Franco Califano, Angelo Sotgiu, Franco Gatti) - 2:48
6. Ma se ghe penso (Mario Cappello, Attilio Margutti) - 3:56

Lato B
1. Al molo (Franco Califano, Carla Vistarini, Johnny Mandel) Suicide in painless - Colonna sonora del film "Mash" - 2:47
2. La prima cosa bella (Mogol/Nicola Di Bari, Gian Franco Reverberi) - Sanremo 1970, 2º posto
3. C'era lei (Franco Califano, Angelo Sotgiu, Franco Gatti) - 3:12
4. L'amore è una cosa meravigliosa (Devilli, Sammy Fain, Paul Francis Webster) Love is a many splendored thing dei Four Aces - Colonna sonora dell'omonimo film americano - 3:20
5. Carla e Gino (Wilma Goich, Angelo Sotgiu, Franco Gatti) - 4:03
6. L'amore è quello che è (Franco Migliacci, Barry Mason, Macaulay) Love Grows (Where My Rosemary Goes) degli Edison Lighthouse - 2:44

## Crediti
- Edizioni musicali: Vianello
- Edizioni musicali A4; B2; B6: RCA
- Edizioni musicali B1; B4: Curci
- Edizioni musicali A6: Sinfonica Jazz
- Direzione orchestra A1; A4; B6: Mario Capuano
- Direzione orchestra A2; A3; B3: Guido e Maurizio De Angelis
- Direzione orchestra A5; B4: Ruggero Cini
- Produttori: Franco Califano, Italo Greco e Giacomo Tosti

## Dettagli pubblicazione
| Paese  | Data | Etichetta | Formato | Nº Catalogo |
| ------ | ---- | --------- | ------- | ----------- |
| Italia | 1970 | Apollo    | 33 giri | ZSLA 55007  |

Pubblicazione & Copyright: 1970 - Apollo - Roma.

Distribuzione: RCA Italiana - Roma.